# Отиз
Отиз (на френски: Autize, Autise) е река в Западна Франция, департамент Дьо Севър. Дължината ѝ е 67,4 km.
Отиз извира в село Мазиер ан Гатин. Влива се отдясно в Севър Ниорез. Площта на водосборния басейн на реката е 250 km². Средният ѝ отток е 2,62 m³/s.